# Vöcklatal (Gemeinde Weißenkirchen)
Vöcklatal ist eine Ortschaft im Vöcklatal in der Grenzregion Oberösterreich zu Salzburg und gehört zur Gemeinde Weißenkirchen im Attergau im Bezirk Vöcklabruck.

## Geographie
Die Gemeinde Weißkirchen umfasst neben dem Sprenzlbachtal als Kerngebiet auch westlich anschließend das Freudenthal, und davon westlich auch noch Teile des Tales der oberen Vöckla, dort, wo sie vom Mondseer Gebiet aus den Mondseer Flyschbergen der Salzkammergut-Berge kommend die Alpen verlässt, in das Vöckla-Ager-Hügelland eintritt und dann am Hausruck-und-Kobernaußerwald-Zug Richtung Osten schwenkt.
Diese Ortslage befindet sich etwa 21 Kilometer westlich von Vöcklabruck, 3½ Kilometer südwestlich von Frankenmarkt und ebensoweit südöstlich von Pöndorf-Kirchham, und 9½ Kilometer östlich von Straßwalchen, direkt an der Salzburger Landesgrenze. Zum Gemeindehauptort Weißenkirchen sind es gut 3 Kilometer Luftlinie Richtung Südosten.
Die Adressen Vöcklatal umfassen etwa 25 Gebäude mit etwa 60 Einwohnern. Der Bereich erstreckt sich über knapp 3 Kilometer entlang der L1281 Vöcklatalstraße (B1 bei Schwaigern westlich Frankenmarkt – B154 bei Zell am Moos). Das umfasst an der Straße taleinwärts das Umspannwerk, die Weiler Höllmühle und Hofbauer, die Ortslagen Schrankbaum und Gschwend, sowie einige abseitigere Einzelgehöfte. Dabei bilden die meisten zerstreuten Häuser links der Vöckla – entlang der Salzburger Landesgrenze und zum Nössenbach – die Ortschaft Schwaigern (etwa 10 Häuser, das Dorf dazu gehört zu Pöndorf), und die rechts die Ortslage Reittern-Zerstreute Häuser der Ortschaft Reittern. Dabei haben die nördlichsten Ortslagen Pöndorfer Postleitzahl (4891), die südlichsten – das ist Gschwend – Straßwalchener (5204) und die anderen, der Gutteil, Frankenmarkter Postleitzahl (4890).
|                                                                                  | Schwaigern ∗ (Gem. Pöndorf)                 | Schwertfern (Gem. Frankenmarkt)                                                                        |
| Strasser ∗∗ Zagling (beide Gem. Straßwalchen, Bez. Salzburg-Umg., Sbg.) Schwendt | Kompassrose, die auf Nachbargemeinden zeigt | Rudlberg (Gem. Frankenmarkt) Leithen (Gem. Weißenkirchen i. A.) Schüblingen (Gem. Weißenkirchen i. A.) |
| Schlag Hüttenedt (alle Gem. Straßwalchen, Bez. Salzburg-Umg., Sbg.)              | Giga (Gem. Weißenkirchen i. A.)             | Reittern (Gem. Weißenkirchen i. A.) 0                                                                  |

## Geschichte und Infrastruktur
Schwaigern – der Ortsname steht zu mittelhochdeutsch sweige ‚Wirtschaftshof der Viehhaltung‘, ein Siedlungstyp, der im Hochmittelalter (12./13. Jahrhundert) aufkommt – ist eine alte Ortslage, die schon 1667 von G.M. Vischer in einer Karte verzeichnet ist, der Autor sieht hier die fons Vogglae (‚Quelle der Vöckla‘, die obere Vöckla heißt bei ihm Spentzl Fluss).
Bis 1787 war hier die Grenzregion Österreichs zu Bayern, und bis 1803 zum souveränen Erzstift Salzburg.
Am unteren Nössenbach verlief dann die Grenze der Landgerichte Frankenburg (Hausruckgebiet) und Kogl (Attergau mit südlichem Attersee, Sitz im Schloss zu St. Georgen). Das Salzburgische Landgericht am Höchfeld (Straßwalchener Gegend) griff bei Schrankbaum über die Vöckla, eine alte Zollstation, was das Südende Schwaigerns markiert. Das Flurstück Vöcklaaufwärts bei Schwend und Gschwend kam erst mit einer Grenzreform 1823 zwischen Österreich ob der Enns und dem seinerzeitigen Landesteil Salzachkreis zu Weißenkirchen.
Im Vöcklatal verläuft die L1281 Vöcklatalstraße über die Haslau nach Zell am Moos.
Nach Weißenkirchen besteht direkt nur eine schlechte Verkehrsanbindung über Nebenstraßen.